# 밥 뉴하트
밥 뉴하트(Bob Newhart, 1929년 10월 5일~2024년 7월 18일)는 미국의 예비역 미국 육군 중사 출신의 배우이다.

## 출연 작품
- 엘프
- 빅뱅이론 시즌6 22화 - 아서 제프리 (프로톤 교수) 와의 만남
- 빅뱅이론 시즌7 7화 - 아서 제프리 (프로톤 교수) 와의 재회
- NCIS S08 E12 - 닥터 월터 매그너스